# Sombrero de paja

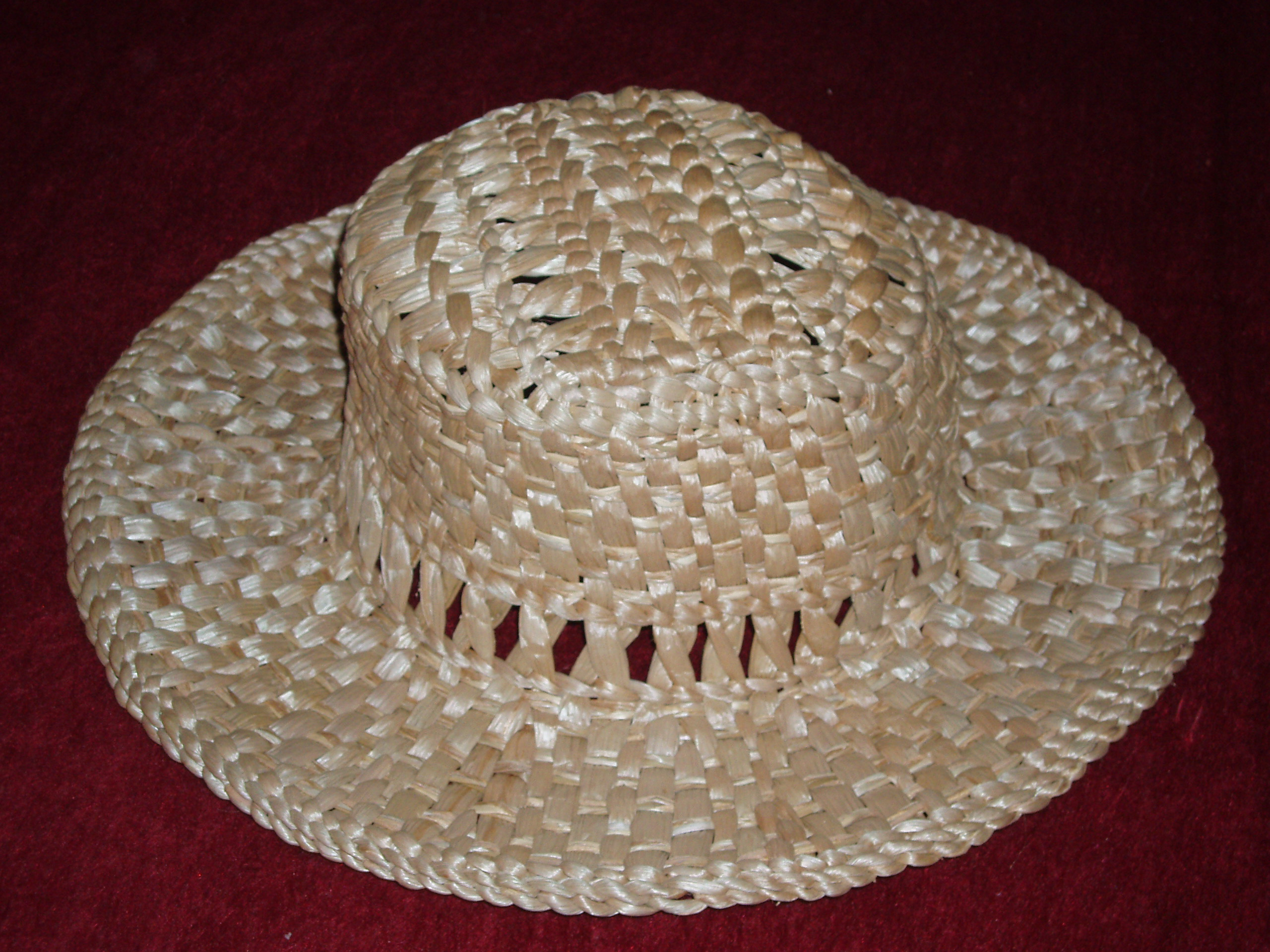
Sombrero de paja ucraniano.

Un sombrero de paja es un tipo de sombrero hecho de paja o de materiales similares, de forma redonda y de ala ancha, flexible o también rígida. Se trata de un sombrero para hombres y mujeres. Los modelos para mujer van a menudo adornados con cintas alrededor de la copa.
Ha habido variantes del sombrero de paja en Europa desde los tiempos más antiguos, a veces en patrones muy similares a los presentes, como lo demuestran algunas representaciones y pinturas.

## Versiones
Existen diferentes versiones del sombrero de paja, estas incluyen:
- el canotier;
- el sombrero vueltiao de Colombia;
- el sombrero de paja toquilla de Ecuador, también conocido como sombrero de Panamá;
- el chupalla de Chile;
- el sombrero calentano de México
- el sombrero de cogollo de Venezuela;
- el nón lá o sombrero cónico de Vietnam.

## Cultura popular
En el animé y manga One Piece, creado por Eiichirō Oda, el protagonista principal Monkey D. Luffy viste un sombrero de paja. La tripulación de Monkey D. Luffy se llama los sombreros de paja.